# دهستان بهمئی گرمسیری شمالی
دهستان بهمئی گرمسیری شمالی، یکی از دهستان‌های بخش ممبی شهرستان بهمئی در استان کهگیلویه و بویراحمد ایران است.

## جمعیت
براساس سرشماری عمومی نفوس و مسکن در ۱۳۹۵، جمعیت دهستان بهمئی گرمسیری شمالی برابر با ۳،۷۲۲ نفر بوده‌است.